# Saint-Front-de-Pradoux
 Saint-Front-de-Pradoux  es una población y comuna francesa, situada en la región de Aquitania, departamento de Dordoña, en el distrito de Périgueux y cantón de Mussidan.

## Demografía
| 722 | 785 | 910 | 981 | 1000 | 929 |
| Para los censos de 1962 a 1999 la población legal corresponde a la población sin duplicidades (Fuente: INSEE [Consultar]) |     |     |     |      |     |

En comparación con los promedios nacionales, el porcentaje de pensionistas es significativamente mayor (32,3% contra 18,2%) y el porcentaje de jóvenes educados es por el contrario, significativamente menor (16% contra 25%).